# Ornativalva mixolitha
Ornativalva mixolitha is een vlinder uit de familie tastermotten (Gelechiidae). De wetenschappelijke naam is voor het eerst geldig gepubliceerd in 1918 door Meyrick.
De soort komt voor in Europa.